# إيرا ماثيوز
إيرا ماثيوز (بالإنجليزية: Ira Matthews)‏ هو لاعب كرة قدم أمريكية أمريكي، ولد في 23 أغسطس 1957 في روكفورد في الولايات المتحدة.

## وصلات خارجية
- إيرا ماثيوز على موقع مرجع كرة القدم المحترفة.كوم (الإنجليزية)